# Divizia Națională 2002-2003
La Divizia Națională 2002-2003 è stata la 12ª edizione della massima serie del campionato di calcio moldavo disputato tra il 10 agosto 2002 e il 2 giugno 2003 e concluso con la vittoria dello Sheriff Tiraspol, al suo terzo titolo.

## Formula
Nessuna variazione rispetto all'edizione precedente: le otto squadre partecipanti disputarono un doppio girone all'italiana per un totale di 28 partite.
L'ultima classificata retrocedette mentre la penultima spareggiò con la seconda della Divizia A per l'ultimo posto disponibile nella stagione seguente.
Le squadre partecipanti alle coppe europee furono quattro: la squadra campione si qualificò alla UEFA Champions League 2003-2004, la seconda classificata e la vincitrice della coppa nazionale alla Coppa UEFA 2003-2004 e una quarta squadra fu ammessa alla Coppa Intertoto 2003.
Il Constructorul-93 Cioburciu si trasferì a Tiraspol e diventò FC Tiraspol
Il FC Hîncesti si ritirò dal campionato dopo la quattordicesima giornati e tutti i suoi risultati furono annullati. Al momento del ritiro aveva collezionato 14 sconfitte in altrettante partite con 4 gol fatti e 36 subiti.

## Squadre
| Squadra                 | Città    | Stadio | Stagione 2001-2002   |
| ----------------------- | -------- | ------ | -------------------- |
| Agro-Goliador Chișinău  | Chișinău |        | 6°                   |
| FC Hîncesti             | Hîncești |        | 5°                   |
| Dacia Chișinău          | Chișinău |        | Divizia A            |
| FC Politehnica Chișinău | Chișinău |        | Divizia A            |
| Zimbru Chișinău         | Chișinău |        | 3°                   |
| Nistru Otaci            | Otaci    |        | 2°                   |
| Sheriff Tiraspol        | Tiraspol |        | Campione di Moldavia |
| FC Tiraspol             | Tiraspol |        | 4°                   |

## Classifica finale
|  | Pos. | Squadra                | Pt | G  | V  | N | P  | GF | GS | DR  |
|  | ---- | ---------------------- | -- | -- | -- | - | -- | -- | -- | --- |
|  | 1.   | Sheriff Tiraspol       | 60 | 24 | 19 | 3 | 2  | 64 | 15 | +49 |
|  | 2.   | Zimbru Chișinău        | 50 | 24 | 15 | 5 | 4  | 47 | 20 | +27 |
|  | 3.   | Nistru Otaci           | 42 | 24 | 13 | 3 | 8  | 33 | 24 | +9  |
|  | 4.   | Dacia Chișinău         | 32 | 24 | 8  | 8 | 8  | 24 | 28 | -4  |
|  | 5.   | FC Tiraspol            | 26 | 24 | 7  | 5 | 12 | 27 | 38 | -11 |
|  | 6.   | Agro-Goliador Chișinău | 22 | 24 | 4  | 8 | 12 | 13 | 33 | -20 |
|  | 7.   | Politehnica Chișinău   | 5  | 24 | 1  | 2 | 21 | 8  | 58 | -50 |
|  | 8.   | FC Hîncesti            | 0  | 0  | 0  | 0 | 0  | 0  | 0  | 0   |

Legenda:

      Campione di Moldavia
      Qualificata alla Coppa UEFA
      Qualificata alla Coppa Intertoto
      Ammessa allo spareggio
      Retrocessa in Divizia A
Note:

Tre punti a vittoria, uno a pareggio, zero a sconfitta.

### Spareggio
Il FC Politehnica Chișinău, arrivato penultimo, affrontò in una partita unica la seconda classificata della Divizia A, il FC Unisport-Auto Chișinău. Perse l'incontro e venne retrocesso.
|  | FC Politehnica Chișinău | 0 – 2 | FC Unisport-Auto Chișinău |  |

## Verdetti
- Campione: Sheriff Tiraspol, qualificato alla UEFA Champions League
- Qualificato alla Coppa UEFA: Zimbru Chișinău, Nistru Otaci
- Qualificato alla Coppa Intertoto: Dacia Chișinău
- Retrocesse in Divizia "A": FC Politehnica Chișinău, FC Hîncesti